# 쓰레즈레구사

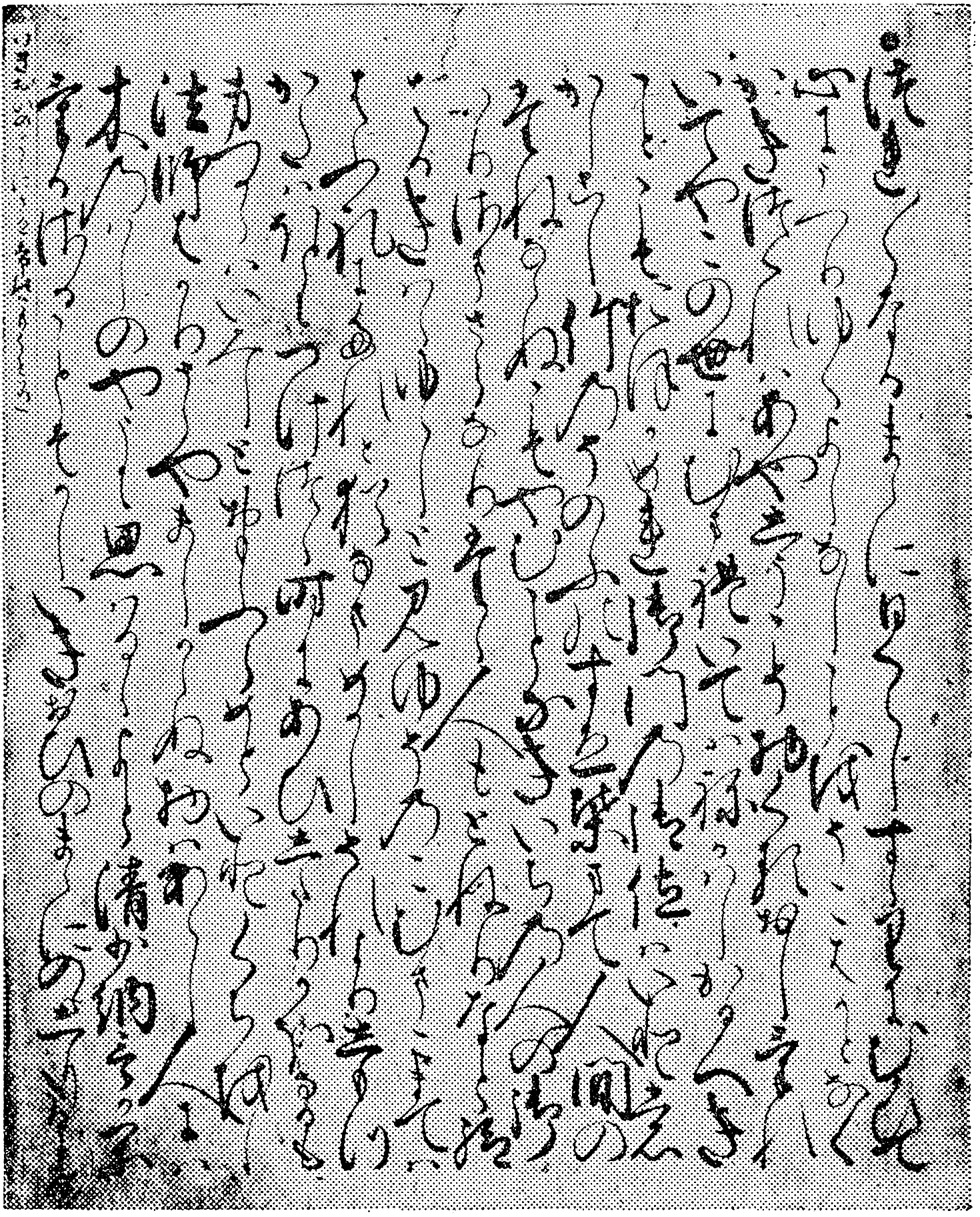

《쓰레즈레구사(일본어: 徒然草)》는 일본 중세 초기의 수필로, 요시다 겐코(吉田秉好) 작이다. 고대의 〈마쿠라노소시〉에 이어 내면적 복잡성을 가장 잘 표현한 수필로 〈호조키(方丈記)〉와 함께 걸작으로 꼽힌다.

## 같이 보기
- 헤이케 이야기